# جيمس ميتشيل
جيمس ميتشيل (بالإنجليزية: James Mitchell)‏ (و. 1920 – 2010 م) هو ممثل، من الولايات المتحدة الأمريكية، ولد في ساكرامنتو، كاليفورنيا، توفي في لوس أنجلوس، عن عمر يناهز 90 عاماً.

## جوائز
حصل على جوائز منها:
- جائزة المسرح العالمي (1947).[3]

## وصلات خارجية
- جيمس ميتشيل على موقع IMDb (الإنجليزية)
- جيمس ميتشيل على موقع ميوزك برينز (الإنجليزية)
- جيمس ميتشيل على موقع أول موفي (الإنجليزية)
- جيمس ميتشيل على موقع قاعدة بيانات برودواي على الإنترنت (الإنجليزية)
- جيمس ميتشيل على موقع قاعدة بيانات برودواي على الإنترنت (الإنجليزية)
- جيمس ميتشيل على موقع قاعدة بيانات الأفلام السويدية (السويدية)
- جيمس ميتشيل على موقع إن إن دي بي (الإنجليزية)
- جيمس ميتشيل على موقع ديسكوغز (الإنجليزية)
- جيمس ميتشيل على موقع قاعدة بيانات الفيلم (الإنجليزية)